# Huso colchicus
El esturión del Cólquida (Huso colchicus) es una especie de pez acipenseriforme de la familia Acipenseridae, es una especie anádroma demersal inofensiva que habita en agua dulce y salada. Se encuentra en las zonas costeras del Mar Negro y Mar de Azov, así como los ríos Rioni, Enguri, Supsa, Okumi, Eristskali, Khobi y Chorokhi. También se encuentra en las zonas costeras de Turquía, Rumanía y Bulgaria. También se encuentra en los ríos Don, Kuban, Dniéper y Danubio. Recibe su nombre por la región histórica de Cólquida.
Se consideró una subespecie del esturión ruso o del esturión persa, que anteriormente se incluían en el género Acipenser. Sin embargo, estudios filogenéticos recientes han reclasificado ambos en Huso y han confirmado la distinción entre el esturión del Cólquida y ambas especies. La evidencia filogenética indica que el esturión caucásico está estrechamente emparentado con el esturión adriático. No se puede diferenciar adecuadamente del esturión ruso solo por su morfología, y se ha estudiado muy poco sobre su filogenética.
La principal zona de desove restante para la especie es el río Rioni de Georgia. Incluso en este hábitat, se sabe que se hibrida con el esturión estrellado, aunque las crías son infértiles. Se cree que las poblaciones reproductoras en el Danubio, si aún existen, son muy pequeñas. Las selvas tropicales y humedales de Colchic son un refugio importante para la especie. La especie se ha criado con éxito en cautiverio en Georgia tanto con fines de conservación como para la producción de caviar , con casi 600 especímenes criados en 2022.